# Bob Marley
Bob Marley, született Robert Nesta Marley (Nine Miles, Saint Ann, 1945. február 6. – Miami, Florida, 1981. május 11.) jamaicai énekes, gitáros, dalszerző és emberi jogi aktivista. Minden idők legismertebb reggae zenésze, ő tette világhírűvé a reggae-zenét. Dalainak vannak politikai tartalmú részei is, de főként azt öntötte dalba, amit látott, gondolt. Zenéjén keresztül elősegítette a rasztafarianizmus világméretű elterjedését.

## Fiatalkora
Marley egy kis faluban, Nine Mile-ban látta meg a napvilágot Jamaicában. Apja, Norval Sinclair Marley brit szülők gyermekeként született 1895-ben, Sussexben. Szegényes körülmények között éltek. Norval tengerészeti tisztként dolgozott, amikor feleségül vette Cedella Brookert, a 18 éves sötét bőrű jamaicai lányt. Az apa biztosította feleségének és gyermekének az anyagi hátteret, de utazásai miatt sokat volt távol otthonától. Bob tízéves volt, amikor apja 1955-ben, hatvanévesen szívrohamban elhunyt.
Marley gyermekkorában sokat szenvedett a faji megkülönböztetés miatt, félvér mivolta számára is faji, identitásbeli kérdéseket vetett fel. Egyszer így nyilatkozott a témában:
„Nincsenek előítéleteim magammal szemben. Apám fehér volt, anyám fekete. Néhányan félvérnek, vagy valami ilyesminek hívnak. Én nem állok senki oldalára. Nem állok sem a fekete, sem a fehér ember oldalára. Én Isten oldalára állok, aki megalkotott engem, és aki miatt fekete és fehér vagyok.”
Marley és édesanyja Kingston egyik negyedébe, Trenchtownba költözött Norval halála után. Itt meg kellett tanulnia, hogyan védheti meg magát, mivel félvér volta és kis termete (ekkor 163 cm magas volt) miatt sok támadás érte. Ezekben az időkben szerezte meg lelki és pszichikai erejét, amivel hamar kiérdemelte a „Tuff Gong” becenevet.
Marley ekkoriban barátkozik össze Neville „Bunny” Livingstonnal (aki későbbiekben Bunny Wailerként válik ismertté), később vele kezd el zenélni. 14 évesen abbahagyja az iskolát, és gyakornokként kezd el dolgozni a helyi hegesztő műhelyben. Szabadidejében Livingstonnal és Joe Higgssel, a helyi rasztafári énekessel zenél, az utóbbit később Bob mentoraként említik. Egy jammelés alkalmával megismeri Peter McIntosht (későbbiekben Peter Tosh), akinek hozzá hasonló zenei ambíciói vannak.
1962-ben Marley felveszi két első számát, melyek a "Judge not", és a "One cup of coffee" címet viselik. Ekkor még nem keltenek nagy feltűnést, később Bob Marley posztumusz albumán, a "Songs of freedom"-on jelennek meg.

## Zenei karrierje
The Wailers
1963-ban Bob Marley, Bunny Livingston, Peter McIntosh, Junior Braithwaite, Beverley Kelso, és Cherry Smith egy ska és rocksteady zenekart alapított, a „The Teenagers” névvel. Később a nevüket megváltoztatták a "The Wailing Rudeboys"-ra, majd a „The Wailing Wailers”-re, végül a „The Wailers”-nél maradtak. 1966-ra Braithwaite, Kelso, és Smith elhagyták a Wailerst, magára hagyva Marley, Livingston, és McIntosh trióját.
Marley ekkor vált a zenekar vezérévé, énekesévé és fő szövegírójává. A Wailers korai lemezeihez hasonlóan az első lemezük, a „Simmer Down” producere is Coxsone Dodd volt a "Studio One"-tól. A Simmer Down 1964-ben tört be a jamaicai toplistákra, ezzel a sziget legmenőbb zenekarává téve a Wailerst.
1966-ban Marley összeházasodott Rita Andersonnal, és az anyja háza közelébe költözött a Delawareban lévő Wilmingtonba pár hónap erejéig. Jamaicába való visszatérésekor tagja lett a rasztafári mozgalomnak, s ekkor kezdte a haját rasztaként (dreadlocks) viselni.
Egy Doddal való konfliktus után a Wailers összeállt Lee "Scratch" Perry producerrel, és a stúdió zenészeivel, a „The Upsetters”-szel. Bár a közreműködés csak egy évig tartott, ám annál gyümölcsözőbb volt: ekkoriban készültek a Wailers legjobb számai. Perry egy szerzői jogi vita után felmondott, ám Bobbal a továbbiakban is jóban akartak lenni és együtt dolgozni.
1968 és 1972 között Bob és Rita Marley, Peter McIntosh és Bunny Livingstone a JAD Records kingstoni és londoni stúdióiba utazott, hogy újra felvegyék a Wailers néhány számát, mivel kicsit finomítani akartak a hangzáson. Livingstone később így szólt ezekről: „Soha nem szabadott volna ezeknek a számoknak lemezre kerülniük,… csak demók voltak, hogy legyen mit küldeni a cégeknek”.
A Wailers első albuma, a „Catch a Fire” 1973-ban lett piacra dobva világszerte, és sok példányban fogyott. Egy évvel később a „Burnin'” követte, melyen szerepeltek a "Get up, stand up" és a "I shot the sheriff" című számok. Eric Clapton nagy sikerre tett szert az "I shot the sheriff" felfedezésével, mely segítségével Bob Marley világszerte hírnévre tett szert.
A Wailers 1974-ben oszlott fel, mivel mindhárom tagja szólókarrier építésébe kezdett.
A szétválás pontos okai máig ismeretlenek, néhányan Marley és a többiek különböző előadásmódja miatt kialakult vitára gyanakodnak, néhányan egyszerűen csak a szólókarrier igényét említik. McIntosh Peter Tosh néven, Livingstone Bunny Wailer néven folytatta tovább munkásságát.
Bob Marley 1976-ban, egy lövöldözés után, mely kis híján az életébe került, elhagyta hazáját, s csak két évvel később tért vissza. Ugyanabban az évben járt életében először Afrikában, Kenyában, majd Etiópiában. 1980-ban, a zimbabwei kormány meghívására tért vissza a forró kontinensre, koncertezni. Ekkoriban Európában is óriási sikereket arattak, s amerikai turnéra készültek, amikor kiderült, Marleynek rákja van. Utolsó koncertjét 1980. szeptember 23-án adta Pittsburgh-ban, bár ekkor már annyira beteg volt, hogy előtte 5 nappal ájultan esett össze. A zenekar le akarta fújni a koncertet, de Bob ragaszkodott a fellépéshez és végig is csinálta. Az életében utoljára előadott szám a "Get up, stand up" volt. A koncert az Uprising-tour része volt, de utána törölték a többi fellépést. A betegség nyolc hónappal később, 1981. május 11-én végzett a 36 éves zenésszel, aki nem csupán muzsikájával vált a feketék prófétájává, hanem a rasztafarizmus hirdetésével is. Hamvait özvegye akarata szerint 60. születésnapján, február 6-án helyezték örök nyugalomra Etiópiában, mely a raszták számára az ígéret földje, ahol fekete császár uralkodott Hailé Szelasszié, azaz Rasz Tafari Makonnen személyében. A rendezvények csúcspontjaként aznap óriási Marley-emlékkoncertet rendeztek Addisz-Abebában Peter Gabriel, Youssou N’Dour, Gilberto Gil, Shaggy, Lauryn Hill, Angelique Kidjo s a Third World közreműködésével, mely az Africa Unite nevet viselte. Később megjelent DVD-n Amerikában.

## Turnéi

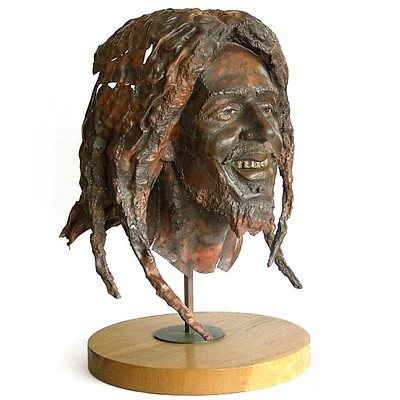
Bob Marley portréja (ifj. Szlávics László alkotása)

- 1973. április-július: Catch a Fire Tour (Anglia, USA)
- 1973. október-november: Burnin' Tour (USA, Anglia)
- 1975. június-július: Natty Dread Tour (USA, Kanada, Anglia)
- 1976. április-július: Rastaman Vibration Tour (USA, Kanada, Németország, Svédország, Hollandia, Franciaország, Anglia, Wales)
- 1977. május-június: Exodus Tour (Franciaország, Belgium, Hollandia, Németország, Svédország, Dánia, Anglia)
- 1978. május-augusztus: Kaya Tour (USA, Kanada, Anglia, Franciaország, Spanyolország, Svédország, Dánia, Norvégia, Hollandia, Belgium)
- 1979. április-május: Babylon by Bus Tour (Japán, Új Zéland, Ausztrália, Hawaii)
- 1979. október-december: Survival Tour (USA, Kanada, Trinidad/Tobago, Bahama-szigetek)
- 1980. május-szeptember: Uprising Tour (Svájc, Németország, Franciaország, Norvégia, Svédország, Dánia, Belgium, Hollandia, Olaszország, Spanyolország, Írország, Anglia, Skócia, Wales, USA)
- 1981. április: Zimbabwe Tour

## Gyermekei
Bob Marleynek 13 gyermeke volt: három feleségétől, Ritától, kettőt örökbefogadott Rita előző kapcsolataiból, és a többi nyolc különböző nőktől született.
Gyermekei, születési sorrendben:
- Imani Carole, szül.: 1963. május 22. Cheryl Murraytól;
- Sharon Marley, szül.: 1964. november 23. Rita egyik előző kapcsolatában;
- Cedella Marley szül.: 1967. augusztus 23. Ritától;
- David "Ziggy" Marley, szül.: 1968. október 17. Ritától;
- Stephen Marley, szül.: 1972. április 20. Ritától;
- Robert "Robbie" Marley, szül.: 1972. május 16. Pat Williamstól;
- Rohan Marley, szül.: 1972. május 19. Janet Hunttól;
- Karen Marley, szül.: 1973. Janet Bowentől;
- Stephanie Marley, szül.: 1974. augusztus 17.; Rita egy Ilat nevű férfival való kalandjából, Bob húgaként lett ismert.
- Julian Marley, szül.: 1975. június 4. Lucy Poundertől;
- Ky-Mani Marley, szül.: 1976. február 26. Anita Belnavistól;
- Damian Marley, szül.: 1978. július 21. Cindy Breakspeare-től;
- Makeda Marley, szül.: 1981. május 30. Yvette Crichtontól.

## Lemezei

### Nagylemezek
| Album                      | Együttes                 | Kiadás éve | Kiadó            |
| -------------------------- | ------------------------ | ---------- | ---------------- |
| The Wailing Wailers        | The Wailers              | 1965       | Studio One       |
| The Best of the Wailers    | The Wailers              | 1970       | Beverley's       |
| Soul Rebels                | The Wailers              | 1970       | Upsetter/Trojan  |
| Soul Revolution            | The Wailers              | 1971       | Upsetter/Trojan  |
| Soul Revolution Part II    | The Wailers              | 1971       | Upsetter/Trojan  |
| Catch a Fire               | The Wailers              | 1973       | Island/Tuff Gong |
| African Herbsman           | The Wailers              | 1973       | Upsetter/Trojan  |
| Burnin'                    | The Wailers              | 1973       | Island/Tuff Gong |
| Rasta Revolution           | Bob Marley & The Wailers | 1974       | Upsetter/Trojan  |
| Natty Dread                | Bob Marley & The Wailers | 1974       | Island/Tuff Gong |
| Rastaman Vibration         | Bob Marley & The Wailers | 1976       | Island/Tuff Gong |
| Exodus                     | Bob Marley & The Wailers | 1977       | Island/Tuff Gong |
| Kaya                       | Bob Marley & The Wailers | 1978       | Island/Tuff Gong |
| Survival                   | Bob Marley & The Wailers | 1979       | Island/Tuff Gong |
| Uprising                   | Bob Marley & The Wailers | 1980       | Island/Tuff Gong |
| Confrontation (posztumusz) | Bob Marley & The Wailers | 1983       | Island/Tuff Gong |

 1986 Rebel Music

### Koncertalbumok
| Album                               | Kiadás éve | Kiadó            |
| ----------------------------------- | ---------- | ---------------- |
| Live!                               | 1975       | Island/Tuff Gong |
| Babylon by Bus                      | 1978       | Island/Tuff Gong |
| Talkin’ Blues (recorded in 1973)    | 1991       | Island/Tuff Gong |
| Live at the Roxy (recorded in 1976) | 2003       | Island/Tuff Gong |

1979 Forever Live

### Válogatások
| Album                                                             | Kiadás éve | Kiadó            |
| ----------------------------------------------------------------- | ---------- | ---------------- |
| Interviews                                                        | 1981       | Island/Tuff Gong |
| Legend                                                            | 1984       | Island/Tuff Gong |
| Rebel Music                                                       | 1986       | Island/Tuff Gong |
| Songs of Freedom                                                  | 1992       | Island/Tuff Gong |
| Natural Mystic: The Legend Lives On                               | 1995       | Island/Tuff Gong |
| Bob Marley: Reggae Legend                                         | 1999       | St. Clair        |
| One Love: The Very Best of Bob Marley & The Wailers               | 2001       | Island/Tuff Gong |
| Bob Marley and The Wailers: Trenchtown Rock (Anthology '69 – '78) | 2002       | Trojan Records   |
| Gold                                                              | 2005       | Island/Tuff Gong |
| Africa Unite: The Singles Collection                              | 2005       | Island/Tuff Gong |

#### Studio Oneválogatások (1990–2006)
| Album                                                           | Kiadás éve | Kiadó             |
| --------------------------------------------------------------- | ---------- | ----------------- |
| The Birth of a Legend                                           | 1990       | Epic              |
| One Love at Studio One (double CD)                              | 1991       | Heartbeat Records |
| Simmer Down at Studio One (same as disc one of One Love)        | 1994       | Heartbeat Records |
| Wailing Wailers at Studio One (same as disc two of One Love)    | 1994       | Heartbeat Records |
| The Toughest – collection of Peter Tosh's Studio One recordings | 1996       | Heartbeat Records |
| Destiny: Rare Ska Sides from Studio One                         | 1999       | Heartbeat Records |
| Wailers and Friends                                             | 1999       | Heartbeat Records |
| Climb the Ladder                                                | 2000       | Heartbeat Records |
| Greatest Hits at Studio One                                     | 2003       | Heartbeat Records |
| One Love at Studio One (double CD re-issue)                     | 2006       | Heartbeat Records |

#### Válogatások (1999–2005)
| Album                              | Kiadás éve | Kiadó                            |
| ---------------------------------- | ---------- | -------------------------------- |
| Rock to the Rock                   | 1999       | JAD/Koch International/Universal |
| Feel Alright                       | 2004       | JAD/Universal                    |
| Best of the Wailers                | 2004       | JAD/Universal                    |
| Soul Rebels                        | 2004       | JAD/Universal                    |
| Soul Revolution Part II            | 2004       | JAD/Universal                    |
| Upsetter Revolution Rhythm         | 2004       | JAD/Universal                    |
| Universal Masters Collection       | 2004       | JAD/Universal                    |
| Original Cuts                      | 2004       | JAD/Universal                    |
| 127 King Street                    | 2004       | JAD/Universal                    |
| Ammunition Dub Collection          | 2004       | JAD/Universal                    |
| Wail'N Soul'M Singles Selecta      | 2005       | JAD/Universal                    |
| Grooving Kingston 12 (3-CD boxset) | 2004       | JAD/Universal                    |
| Fy-Ah, Fy-Ah (3-CD boxset)         | 2004       | JAD/Universal                    |
| Man To Man (4-CD boxset)           | 2005       | JAD/Universal                    |

### Remixalbumok
| Album                                          | Kiadás éve | Kiadó                  |
| ---------------------------------------------- | ---------- | ---------------------- |
| Chances Are                                    | 1981       | WEA                    |
| Soul Almighty: The Formative Years Vol.1       | 1996       | JAD                    |
| Black Progress: The Formative Years Vol.2      | 1997       | JAD                    |
| Dreams Of Freedom: Ambient Translations in Dub | 1997       | Island                 |
| Chant Down Babylon                             | 1999       | Island                 |
| Shakedown: Marley Remix                        | 2001       | JAD                    |
| Roots, Rock, Remixed                           | 2007       | Quango/Rockr/Tuff Gong |

### Emlékalbumok
| Album                                    | Kiadás éve | Kiadó     |
| ---------------------------------------- | ---------- | --------- |
| Like Father Like Son                     | 1996       | WEA       |
| Stir It Up: The Music of Bob Marley      | 1999       | Telarc    |
| Kaya N'Gan Daya                          | 2002       | WEA       |
| The Best of Bob Marley and The Wailers   | 2002       | Tuff Gong |
| Concrete Jungle: The Music of Bob Marley | 2006       | Telarc    |

## Könyvek magyarul
- Rita Marley–Hettie Jones: Bob Marley. Életem a reggae királlyal; ford. Tesfay Sába; Nyitott Könyvműhely, Bp., 2005 ISBN 963-86788-0-1
- Rita Marley–Hettie Jones: Bob Marley. Életem a reggae királlyal; ford. Tesfay Sába; 2. jav. kiad.; Nyitott Könyvműhely, Bp., 2006
- Timothy White: Bob Marley. Catch a fire; ford. Szántai Zsolt; Cartaphilus, Bp., 2009 (Legendák élve vagy halva)
- A jövő a kezdet kezdete. Bob Marley füveskönyve; bev. Cedella Marley, szerk. Gerald Hausman, ford. Pap Zoltán; Libri, Bp., 2013 ISBN 978-96331-007-14